# رولند بیفن

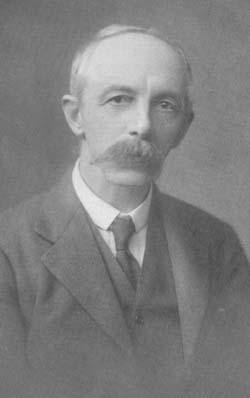
سر رولند هری بیفن، ژنتیک‌شناس بریتانیایی

سر رولند هری بیفن FRS (به انگلیسی: Sir Rowland Harry Biffen)، (زاده ۲۸ مه ۱۸۷۴ درچلتنهام – درگذشته ۱۲ ژوئیه ۱۹۴۹) گیاهشناس، قارچ‌شناس و ژنتیک‌شناس بریتانیایی بود.
او درسال ۱۸۹۸ از کالج امانوئل کمبریج فارغ‌التحصیل و در اوایل یک نشانگر دانشگاهی شد و زیر نظر «هری مارشال وارد» بر روی قارچ‌ها پژوهش می‌کرد. او بین سالهای ۱۸۹۸ و ۱۹۰۲ مقالاتی در مورد قارچ‌شناسی منتشر کرد، در نتیجه در سال ۱۹۰۵ و بار دیگر در سال ۱۹۳۰ رئیس انجمن قارچ‌شناسی بریتانیا شد.
در سال ۱۹۰۸، بیفن به عنوان اولین استاد گیاه‌شناسی‌کشاورزی کمبریج منصوب شد، او این پست را تا ۱۹۳۱ حفظ کرد. او در سال ۱۹۲۰ برنده مدال داروین انجمن سلطنتی شد.